# Bunaeopsis aethiopica
Bunaeopsis aethiopica är en fjärilsart som beskrevs av Le Cerf 1911. Bunaeopsis aethiopica ingår i släktet Bunaeopsis och familjen påfågelsspinnare. Inga underarter finns listade i Catalogue of Life.